# 観世三郎太
観世 三郎太（かんぜ さぶろうた、1999年5月16日 - ）は、日本の観世流シテ方能楽師。一般社団法人観世会副理事長、一般財団法人観世文庫評議員。

## 人物・経歴
1999年5月16日、東京生まれ。父は室町時代に能楽を大成させた観阿弥、世阿弥の流れをくむ観世流の二十六世宗家の観世清和。
3歳から、宗家である父に師事し、5歳の時に『鞍馬天狗』で初舞台。子方（子役）として多くの舞台で経験を積み、2009年には『合浦（かっぽ）』で主役である初シテを務め、。2015年3月、15歳の時に、初めて面（おもて）を着けて舞う「初面」の祝いの舞台で能『経正（つねまさ）』のシテを務めた。
立教小学校、立教池袋中学校・高等学校を経て、立教大学法学部に入学し、2022年に卒業。学生時代も学業と舞台の両立に努めて、海外公演にも積極的に取り組んだ。
2022年6月には、『翁』のシテを初演。
2023年には、能とVRを融合した舞台である『VR能 攻殻機動隊』に挑戦するなど、新たな能楽の魅力の開拓にも取り組み、次世代を担う能楽師として活躍する。